# Виноград (Вологодская область)
Виноград — деревня в Никольском районе Вологодской области.
Входит в состав Зеленцовского сельского поселения (с 1 января 2006 года по 1 апреля 2013 года входила в Милофановское сельское поселение), с точки зрения административно-территориального деления — в Милофановский сельсовет.
Расстояние до районного центра Никольска по автодороге — 82 км, до центра муниципального образования Зеленцово по прямой — 12 км. Ближайшие населённые пункты — Качуг, Шарженга, Чернушка.
По переписи 2002 года население — 34 человека (14 мужчин, 20 женщин). Всё население — русские.